# Hortaea werneckii
Hortaea werneckii es una especie de levadura de la familia Teratosphaeriaceae. Se trata de una levadura negra que se encuentra en investigación por su importante halotolerancia. Si bien no se requiere la adición de sal al medio para su cultivo, H. werneckii puede crecer en soluciones de NaCl casi saturadas, por lo que algunos autores describen a  H. werneckii como "extremadamente halotolerante".
Se han estudiado varios mecanismos de tolerancia a la sal de H. werneckii a nivel molecular. Por ejemplo, se sabe que sus principales solutos compatibles son glicerol, eritritol, arabitol y manitol ; siendo la acumulación de melanina en la pared celular un factor colaborador en la retención de glicerol dentro de la célula. Se han estudiado en detalle varios componentes de la vía de señalización del glicerol de alta osmolaridad (HOG), el cual controla las respuestas al choque osmótico, y algunos parecen diferir en su función en comparación con sus contrapartes en Saccharomyces cerevisiae. La adaptación a altas concentraciones de sal también se acompaña de cambios en la composición lipídica de la membrana, principalmente por la mayor insaturación de ácidos grasos.
H. werneckii puede causar una infección cutánea superficial y no invasiva poco frecuente en humanos llamada tiña negra, la cual se expresa por manchas de color marrón negruzco, lisas, no escamosas e indoloras en las palmas de las manos y las plantas de los pies.
El crecimiento de H. werneckii en medios líquidos es a menudo similar al de las levaduras, aunque puede transformarse a un crecimiento filamentoso por mecanismos desconocidos. Sus células son de color marrón debido a la producción de melanina.
La secuenciación del genoma completo de H. werneckii  reveló una duplicación reciente del genoma completo, que se cree es la única duplicación de genoma completo descrita en levaduras ascomicetas, además de la más conocida en Saccharomyces cerevisiae. Según la secuenciación del genoma de cepas adicionales, 10 de las 12 cepas tienen un genoma que fue duplicado por varias hibridaciones entre cepas haploides, produciendo diploides estables formados. Aparte de estos eventos de hibridación, no se encontraron signos de reproducción sexual. Como consecuencia, el genoma de H. werneckii es relativamente grande (49,9 Mb) con 15974 genes previstos. Los genes que codifican transportadores de cationes metálicos, que se cree desempeñan un papel en la halotolerancia, experimentaron varias duplicaciones genéticas adicionales en varios puntos durante su evolución.
Se ha encontrado un locus homotálico en todos los genomas secuenciados, sin embargo uno de los genes asociados a reproducción pueden haber sido inactivas en algunas cepas. A pesar de ello, los análisis filogenéticos y los análisis de desequilibrio de ligamiento indican que H. werneckii presenta reproducción asexuada.